# Parfenyjevo
Parfenyjevo (oroszul: Парфеньево) falu Oroszország Kosztromai területén, a Parfenyjevói járás székhelye.
Lakossága: 2870 fő (a 2010. évi népszámláláskor).

## Fekvése
A Kosztromai terület központi részén, Kosztromától országúton 202 km-re, a Nyeja (az Unzsa mellékfolyója) felső folyása mentén helyezkedik el.
A legközelebbi vasútállomás a 20 km-re fekvő Nyikolo-Poloma, és kb. 40 km-re van Nyeja város vasútállomása, a transzszibériai vasútvonal északi ágán. 

## Története
A település 1609 óta ismert, bár nevét megemlítik már egy galicsi évkönyv 1522-re datált bejegyzésében. Feltehetően az ottani erődítmény munkálatait vezető személyről nevezték el. Az erődítmény körül árusok, kézművesek telepedtek le, így alakult ki a település. 1708-tól nyolcvan évig az akkor megalapított Arhangelszki kormányzóság egyik egységének (ujezd) székhelye volt. A közigazgatás átszervezésekor a Kosztromai kormányzósághoz került át és közigazgatási szerepe megszűnt, 1897-ben pedig városi rangját is elvesztette.  
Jelentős iparvállalatai nincsenek. Nevezetes látnivalója az irodalmi-képzőművészeti múzeum, valamint a 18., illetve a 19. században épült két temploma.